# 貝爾瓦爾 (加利福尼亞州)
貝爾瓦爾（英語：Bellvale）是位於美國加利福尼亞州聖馬刁縣的一個非建制地區。該地的面積和人口皆未知。

## 地理
貝爾瓦爾的座標為37°18′43″N 122°19′12″W / 37.31194°N 122.32000°W，而該地的平均海拔高度為73米（即240英尺）。